# Maubacher Bleiberg

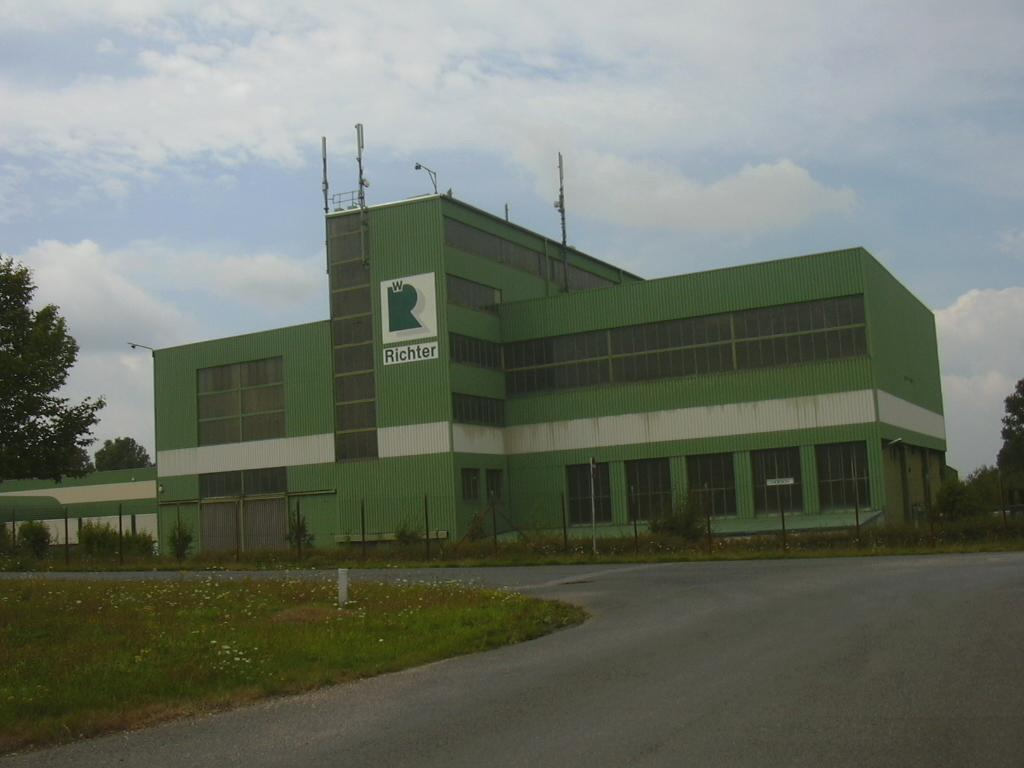
Ehem. Betriebsgebäude, heute andere Nutzung

Der Maubacher Bleiberg war ein Erztagebau bei Horm in der Gemeinde Hürtgenwald, Kreis Düren, Nordrhein-Westfalen. Der Betrieb der Erzgrube wurde 1969 eingestellt. Danach diente der Tagebau als Mülldeponie für den Kreis Düren.

## Geschichte
Eine Bergbautätigkeit am Bleiberg wird 1527 erstmals in Urkunden erwähnt, die Ende des 16. Jahrhunderts zum Erliegen kam. Erst von 1870 bis 1876 versuchte eine englische Gesellschaft wieder den Betrieb eines Abbaus und einer Aufbereitungsanlage, allerdings ohne Erfolg. Anfang des 20. Jahrhunderts begann die Stolberger Zink AG und später das Reichsamt für Bodenforschung mit der Erkundung der Lagerstätte. 1946 entschied sich dann die Stolberger Zink AG zu einem Versuchsbetrieb mit Gewinnung und Aufbereitung. Zuerst wurden untertägige Erkundungs- und Abbauarbeiten begonnen. Aufgrund deren Resultate entschied man sich 1955, einen großen Tagebau anzulegen. Jährlich wurden 15–20.000 Tonnen Erz gewonnen, das in der Bleihütte Binsfeldhammer und der Zinkhütte Nievenheim verhüttet wurde. 1969 beendete man den Bergbau am Bleiberg, da das Vorkommen ausgebeutet war. Vier Jahre später eröffnete im Tagebau die Mülldeponie Horm. Bis 2005 wurden organische Abfälle wie Siedlungsabfälle eingelagert, seit 2005 nur noch mineralische Abfälle. Die Deponie sollte zwischenzeitlich stillgelegt werden, allerdings wurde 2019 ein neuer Abschnitt für Deponieabfälle der Klasse 1 (z. B. Bauschutt) eingerichtet, da hier Bedarf bestand.

## Geologie
Die Lagerstätte gehört stratigraphisch zum Hauptbuntsandstein. Dieser setzt sich hier aus einer oberen, bis zu 60 m mächtigen, erzfreien Schicht und einer darunterliegenden Schicht von ca. 17 m Dicke mit einem Erzgehalt von durchschnittlich 2,7 % Blei und 0,9 % Zink zusammen. Diese Schicht besteht aus Sandstein und Konglomeraten. Dabei sind die erzhaltigen Bestandteile, vor allem Bleiglanz, im Sandstein nur im Bindemittel zu finden, hauptsächlich in Form von dünnen Flittern. In den Konglomeraten und auch in auftretenden Spalten hingegen erreicht der Bleiglanz Korngrößen von einigen Zentimetern. Auch die Zinkblende tritt nicht als ausgebildetes Mineral, sondern xenomorph auf.